# Caribia – Ein Filmrausch in Stereophonie
Caribia – Ein Filmrausch in Stereophonie ist ein in der Karibik entstandener deutscher Spielfilm von Arthur Maria Rabenalt, der hiermit seine Abschiedsvorstellung beim Kino gab. In einer der Hauptrollen tritt der italienische Filmstar Rossano Brazzi auf. Der Geschichte liegt das Theaterstück La Dispute von Pierre Carlet de Marivaux zugrunde.

## Handlung
Haiti im 18. Jahrhundert. Drei Mädchen und drei Jungen sind Waisen geworden, als ihre Eltern bei Sklavenaufständen ermordet wurden. Der Pädagoge Villeneuve nimmt sich der sechs Kinder an und zieht sie, gemäß der Lehren Jean-Jacques Rousseaus, in vollständiger Isolation auf. Sie sollen im vollständigen Einklang mit der Natur stehen und mit ihr zu einem Ganzen verschmelzen, so seine Absicht. Doch dieser Versuch am lebenden Objekt scheitert grandios.
Beim anstehenden Frühlingsfest werden die Heranwachsenden in die Gesellschaft des Landes eingeführt. Zahlreiche Gäste, sämtliche Vertreter der Oberklasse des Landes, sind gekommen. Im Rahmen einer feierlichen Zeremonie, die stark an einen Voodoo-Kultbrauch erinnert, kommt es zu grauenvollen Übergriffen, zu Vergewaltigung, Mord und Totschlag. Im Blutrausch erweist sich dieses Experiment nicht nur als Fehlschlag, sondern fordert auch das Leben seines Initiators.

## Produktionsnotizen
Caribia – Ein Filmrausch in Stereophonie, oftmals nur kurz Caribia genannt, entstand an 38 Drehtagen zwischen dem 20. November 1977 und dem 7. Januar 1978 auf Haiti. Die Fertigstellung erfolgte im August 1978, die Uraufführung am 21. September 1978 in der Schauburg von Karlsruhe.
Die Produktionsleitung lag in den Händen von Jürgen Krauss, der auch für die Ausstattung verantwortlich zeichnete. Die Kostüme entwarf Brigitte Krauss. Hans Posegga schrieb für diesen Film die Karibische Sinfonie.
Für Rabenalt und Brazzi war dies bereits das zweite Aufeinandertreffen. 25 Jahre zuvor hatten beide gemeinsam in Italien den Film La leggenda di Genoveffa (1952) gedreht.

## Rezeption
„Verfilmung eines Bühnenstücks von Marivaux, angesiedelt zu Beginn des 19. Jahrhunderts auf Haiti: Sechs Kinder, deren Eltern während der Sklavenaufstände ermordet wurden, kommen in die Obhut eines Pädagogen, der sie nach den Lehren von Rousseau in völliger Isolation zu Naturmenschen erzieht. Als sie bei einem Fest den Gästen vorgestellt werden sollen, kommt es zu Vergewaltigung und Mord. Das Experiment scheitert blutig.“